# Macedonian Stock Exchange
Die Macedonian Stock Exchange (MSE; mazedonisch: Македонска берза, Makedonska berza) ist die wichtigste Wertpapierbörse in der Republik Nordmazedonien und befindet sich in der Hauptstadt Skopje. Sie wurde 1995 gegründet und der erste Handel fand 1996 statt.

## Geschichte
Die Geschichte der Mazedonischen Börse begann im Jahr 1995. Am 13. September fand die Eröffnungsversammlung der Mazedonischen Börse statt. Dies ist das offizielle Datum der Gründung der ersten organisierten Wertpapierbörse in der Geschichte der Republik Mazedonien. Die Börse wurde als Aktiengesellschaft ohne Erwerbszweck mit einem Gründungskapital von einer Million D-Mark gegründet. Die Gesamtzahl der Gründer der Mazedonischen Börse betrug 19 (13 Banken, 3 Versicherungsgesellschaften und 3 Sparkassen). Diese Gründer wurden gleichzeitig erste Börsenmitglieder mit dem Recht, Wertpapiere zu handeln.

## Indizes
Zu den Aktienindizes an der mazedonischen Börse gehören:
- MBI 10 (mazedonischer Blue-Chip-Index)
- MBID (Mazedonischer Börsenindex börsennotierter Unternehmen)
- OMB (Anleihenindex)

## Mitgliedschaften
Die Mazedonische Börse ist Mitglied der:
- Föderation Euro-Asiatischer Börsen[2]

- Sustainable Stock Exchanges Initiative